# Пила, Хорхе Луис
Хорхе Луис Пила ( англ. Jorge Luis Pila; род. 3 августа 1972, Гавана, Куба ) — кубинский и мексиканский  актёр.

## Биография
Хорхе Луис Пила начал свою карьеру как модель на Кубе. Позже он переехал в Мексику, где он продолжал свою карьеру  модели. В мексике же  его заметили продюсеры Юри (певица), и был приглашен выступать у неё на подтанцовке. В течение двух лет Пила гастролировал по стране вместе с Юри.
После этого пришёл учиться актёрскому мастерству при Televisa. В 1997 он снялся в сериале К северу от сердца вместе с актрисой Анетт Мишель. В 2010 Хорхе Луис Пила подписал эксклюзивный контракт с Telemundo.

## Личная жизнь
Хорхе Луис Пила был женат три раза. Его первой женой была Ясмин.  Второй брак был с актрисой Аннет Мишель. Также он был женат на актрисе Аура Кристина Гейтнер. 27 марта 2007 года  у него родилась дочь Сабрина.

## Фильмография
- К северу от сердца (сериал) — 1997 Хосе Франциско
- Мятежный ангел (сериал) — 2004 Хосе Армандо Сантибанез
- Моя жизнь – это ты (сериал) — 2006 Карлос
- Загнанная (сериал) — 2007 Диего Суарес
- Падший ангел (сериал) — 2009 Джимми Кардоно
- Без вести пропавшая (сериал) — 2010 Кристобаль
- Аврора (телесериал, 2010) — 2010 Лоренсо
- Храброе сердце (телесериал) — 2012 Мигель Вальдез
- Госпожа (сериал) — 2013 Алехандро Белтран